# Марония-Шапчи
Марония-Шапчи (на гръцки: Δήμος Μαρωνείας - Σαπών, Димос Маронияс-Сапон) е дем в област Източна Македония и Тракия, Егейска Македония, Гърция. Център на дема е град Шапчи (Сапес).

## Селища
Дем Марония Шапчи е създаден на 1 януари 2011 година след обединение на две стари административни единици – демите Марония и Шапчи по закона Каликратис.

### Демова единица Марония
Според преброяването от 2001 година демът има 7644 жители и в него влизат следните демови секции и селища:
- Демова секция Кушланли
  - Кушланли (Ξυλαγανή, Ксилагани) (1531)
  - Ергани (Εργάνη, старо Ялъмли) (383)
  - Неа Петра (Νέα Πέτρα) (92)
- Демова секция Амаранда (2035)
  - Амаранда (Αμάραντα, старо Яхия Бейли, Яа Бейли) (621)
  - Вакос (Βάκος, старо Вакъфкьой) (397)
  - Исало (Ίσαλο, старо Уйсали) (483)
  - Калитеа (Καλλιθέα, старо Егридере) (205)
  - Памфоро (Πάμφορο, старо Анбаркьой) (329)
- Демова секция Имерос (418)
  - Имерос (Ίμερος, старо Имарет) (385)
  - Амбелакия (Αμπελάκια) (33)
- Демова секция Марония (881)
  - Марония (Μαρώνεια) (645)
  - Агиос Хараламбос (5)
  - Горно Софулар (Άνω Ασκητές) (48)
  - Софулар (Ασκητές) (102)
  - Платанитис (Πλατανίτης) (81)
- Демова секция Муратли (1184)
  - Муратли (Μίρανα, Мирана) (299)
  - Демирбейли (Βέννα) (492)
  - Салманли (Σαλμώνη, Салмони) (393)
- Демова секция Денизлер
  - Денизлер (Πελαγία, Пелая) (72)
- Демова секция Хаджилар (1048)
  - Хаджилар (Προσκυνητές, Проскинитес) (800)
  - Алкиона (Αλκυώνα) (7)
  - Алмирос (Αλμυρός) (7)
  - Крионери (Κρυονέρι) (130)
  - Левкес (Λεύκες) (13)
  - Профитис Илияс (Προφήτης Ηλίας) (91)

### Демова единица Шапчи
По данни от преброяването от 2001 година населението на дем Шапчи е 9542 души и в него влизат следните общински секции и села:
- Демова секция Шапчи (5599)
  - Шапчи (Σάπες, Сапес) (3754)
  - Аетокорифи (Αετοκορυφή, старо Куштепе, Кустепе) (94)
  - Арсакио (Αρσάκειο) (742)
  - Велкио (Βέλκιο, старо Бекиркьой) (297)
  - Калайджидере (Κασσιτερά, Каситера) (30)
  - Черибашкьой (Чери Баши, Πρωτάτο, Протато) (352)
  - Цифлики (76)
  - Кайбикьой (Χαμηλό, Хамило) (254)
- Демова секция Хаджимустафакьой
  - Хаджимустафакьой (Αμφία, Амфия) (408)
- Демова секция Арисви
  - Арисви (Αρίσβη, старо Агриджан) (1102)
- Демова секция Евренкьой
  - Евренкьой (Εβρίνος, Евринос) (510)
- Демова секция Ясъюк
  - Ясъюк (Ιάσιο, Ясио) (163)
- Демова секция Къзлар
  - Къзлар (Κιζάρι, Кизари) (76)
- Демова секция Каракурджали (558)
  - Каракурджали (Κρωβύλη, Кромвили) (234)
  - Старо Каракурджали (Παλαιά Κρωβύλη, Палеа Кромвили) (293)
  - Петрота (Πετρωτά, старо Ташлък) (31)
- Демова секция Лефеджилер (496)
  - Лефеджилер (Λοφάρι, Лофари) (446)
  - Аетолофос (Αετόλοφος) (50)
- Демова секция Неа Санда
  - Балдъран (Балдъръм, Йени Балдъран, Νέα Σάντα, Неа Санда) (231)
- Демова секция Чадърли (399)
  - Чадърли (Στρύμη, Стрими) (171)
  - Караагач (Διώνη, Диони) (228)